# Mary Carpenter
Mary Carpenter (Exeter, 3 aprile 1807 – Bristol, 14 giugno 1877) è stata una filantropa e educatrice britannica Il suo impegno fu centrale nello sviluppo delle scuole per bambini poveri e nella riforma del sistema penale minorile in Inghilterra. Le sue riforme lasciarono un segno duraturo nel sistema educativo britannico e nella giustizia minorile..

## Biografia
Nata a Exeter, nel Devon, era figlia del ministro unitariano Lant Carpenter. Cresciuta in un ambiente ricco di stimoli intellettuali e morali, si trasferì con la famiglia a Bristol nel 1817, dove il padre divenne ministro a Lewin’s Mead.
Mary fu profondamente influenzata dagli insegnamenti del padre e dall'incontro con Raja Rammohun Roy e Joseph Tuckerman, che ispirarono il suo impegno nella riforma sociale.
Nel 1835 fondò a Bristol la "Working and Visiting Society", con l'obiettivo di aiutare i poveri, specialmente i bambini. Più tardi aprì una "ragged school" per bambini indigenti nella stessa città.
Fu autrice di Reformatory Schools for the Children of the Perishing and Dangerous Classes, and for Juvenile Offenders (1851), dove denunciava la durezza del sistema penale minorile, proponendo soluzioni basate sulla riabilitazione. Il suo attivismo contribuì all'emanazione del Youthful Offenders Act nel 1854.
Tra il 1866 e il 1875, Carpenter viaggiò più volte in India, dove cercò di promuovere l'educazione femminile e sostenere iniziative riformatrici, collaborando con riformatori locali.
Morì nel 1877 a Bristol e fu sepolta nel cimitero monumentale di Arnos Vale.

## Critiche e controversie
Nel suo lavoro a Bristol, espresse opinioni negative sugli immigrati irlandesi cattolici, considerandoli meno inclini a migliorarsi rispetto ad altri gruppi, riflettendo pregiudizi dell’epoca.